# Lelex (König von Sparta)
Lelex (altgriechisch Λέλεξ Lélex) war nach der griechischen Mythologie der erste König von Sparta und wird als Ureinwohner Lakoniens bezeichnet. Nach ihm wurde Lakonien damals Lelegia genannt. 
Er heiratete die Najade Kleochareia oder nach einer anderen Überlieferung Peridia. Lelex war der Vater des Myles, des Polykaon, des Bomolochos und der Therapne. Er wird auch als Vater des Eurotas bezeichnet. Nach Pausanias wurde zu seiner Zeit der Held Iops in Sparta geboren.
Nach dem Tod des Lelex wurde sein Sohn Myles König von Sparta. Lelex wurde später als Held verehrt und in Sparta errichtete man ihm ein Heroon.